# Teledyne Anafocus
AnaFocus (Innovaciones Microelectrónicas S.L.) es una compañía española con sede en Sevilla que diseña y produce sensores de imagen CMOS y sistemas de visión para aplicaciones en la industria, la ciencia, la medicina y sistemas de vigilancia de alta gama. La compañía surgió como una spin-off de la Universidad de Sevilla y del Instituto de Microelectrónica de Sevilla (CSIC) en 2004.
En septiembre de 2014 la compañía fue adquirida por la compañía inglesa E2V, como parte de su departamento de sensores de imagen.
En marzo de 2017 la compañía americana Teledyne Technologies completó su adquisición de e2v, por lo que Anafocus cambió su nombre comercial por Teledyne Anafocus.